# Ammoglobigerinoides
Ammoglobigerinoides es un género de foraminífero bentónico considerado un sinónimo posterior de Pseudotrochammina de la subfamilia Trochamminellinae, de la familia Trochamminidae, de la superfamilia Trochamminoidea, del suborden Trochamminina, y del orden Trochamminida. Su especie tipo era Ammoglobigerinoides dehiscens. Su rango cronoestratigráfico abarcaba el Holoceno.

## Discusión
Clasificaciones previas incluían Ammoglobigerinoides en el suborden Textulariina del orden Textulariida. Otras clasificaciones lo han incluido en el orden Lituolida.

## Clasificación
Ammoglobigerinoides incluía a la siguiente especie:
- Ammoglobigerinoides dehiscens, aceptado como Pseudotrochammina dehiscens